# Mehrnoosh Sadrzadeh
Mehrnoosh Sadrzadeh is een Iraans-Britse hoogleraar aan University College London. In 2022 ontving ze een senior research fellowship aan de Royal Academy of Engineering.

## Jeugd en onderwijs
Sadrzadeh komt uit Iran. Ze behaalde haar bachelor- en masterdiploma's aan de Sharif University of Technology. Na het behalen van haar masterdiploma verhuisde Sadrzadeh naar Canada. Ze was eerst een doctoraatsonderzoeker aan de Universiteit van Ottawa, waar ze een Ontario Graduate Scholarship ontving. Tevens won zij een University of Ottawa Excellence Scholarship en een Canada Female Doctoral Student Award. Vervolgens werkte zij aan de Université du Québec à Montréal.  Haar onderzoek behandelde epistemische logica. Naast het behalen van haar doctoraat verhuisde Sadrzadeh naar de Universiteit van Oxford als een EPSRC-postdoctoraal onderzoeker. 

## Onderzoek en carrière
In 2011 werd Sadrzadeh bekroond met een Engineering and Physical Sciences Research Council Career Acceleration Fellowship. Ze kreeg een positie aan de Queen Mary University in Londen, waar ze begon te bestuderen hoe taal werkt.
Hoewel machine learning de redenering over tekstuele gegevens kan verbeteren, kunnen systemen die gebruikmaken van machine learning niet naar alle toepassingen worden vertaald. Sadrzadeh ontwikkelt wiskundige modellen, welke gebaseerd zijn op tensors, om deze processen te verbeteren door logica, statistiek en machine learning te combineren om de informatie uit tekstuele gegevens te versterken. Deze modellen zijn gebaseerd op het DisCoCat-framework, dat ze samen met Bob Coecke en Stephen Clark introduceerde. Ze ontving twee industriële beurzen van de Royal Academy of Engineering, waardoor ze een samenwerking met de BBC kon aangaan. In het bijzonder concentreerde ze zich op de ontwikkeling van tensoranalyse voor tekstueel begrip van ondertitels en nieuws. Destijds werd geschat dat de gemiddelde volwassene ongeveer anderhalf jaar van zijn leven besteedt aan het bedenken van wat hij op omroepplatforms wil zien. Sadrzadeh probeert de kwaliteit en nauwkeurigheid van aanbevelingsalgoritmen te verbeteren.
Sadrzadeh is betrokken bij de conferentie SemSpace (Semantic Spaces at the Intersection of NLP, Physics, and Cognitive Science). In 2020 gave Sadrzadeh een lezing met de titel "Gaussianity and typicality in matrix distributional semantics" en in 2021 was zij mede-organisator. 

## Geselecteerde publicaties
- Coecke, Bob (23 maart 2010). Mathematical Foundations for a Compositional Distributional Model of Meaning.
- Grefenstette, Edward (March 2015). Concrete Models and Empirical Evaluations for the Categorical Compositional Distributional Model of Meaning. Computational Linguistics 41 (1): 71–118. ISSN: 0891-2017. DOI: 10.1162/coli_a_00209.
- Marco, Grefenstette, Edward Dinu, Georgiana Zhang, Yao-Zhong Sadrzadeh, Mehrnoosh Baroni (29 januari 2013). Multi-Step Regression Learning for Compositional Distributional Semantics.